# West Hauxwell
West Hauxwell – civil parish w Anglii, w North Yorkshire, w dystrykcie (unitary authority) North Yorkshire. W 2011 civil parish liczyła 111 mieszkańców. West Hauxwell jest wspomniana w Domesday Book (1086) jako Alia[Hauocheswelle]/Alia Hauocswelle.